# Ezequiel Cerutti
Ezequiel Cerutti, (Junín, 17 de janeiro de 1992), é um futebolista argentino que atua como ponta. Atualmente, joga pelo San Lorenzo.

## Carreira

### Início de carreira
Ezequiel Cerutti começou nas bases do Sarmiento aos 7 anos. Ele também esteve no B.A.P., onde fez parte da lista de inscritos no Torneo Argentino C. Só passou 3 meses no Ferroviario aos 15 anos, onde foi emprestado. Quando voltou ao Sarmiento, passou alguns meses jogando em sua categoria de bases até que foi informado que estava sendo promovido ao time profissional.

### Sarmiento
Em 5 de novembro de 2009, com apenas 17 anos, estreou na equipe profissional do Sarmiento contra o Acassuso, em Junín, partida em que Sarmiento empatou por 2 a 2. Seu primeiro gol oficial foi em 24 de agosto de 2010, onde colocaria o time de Junín na frente em um jogo que terminaria empatado em 1 a 1 contra o Atlanta.
Em 19 de maio de 2012, após vencer o Colegiales por 3 a 0, foi promovido a Primera B Nacional. Seu primeiro jogo na Primera B Metropolitana, foi em 11 de agosto de 2012 em uma vitória por 1 a 0 contra o Rosario Central na primeira data do torneio. Em 6 de outubro de 2012, ele marcaria seus dois primeiros gols na Segunda Divisão, na vitória por 4 a 0 sobre o Atlético Tucumán.

### Olimpo
Em 21 de junho de 2013, sua transferência para o Club Olimpo foi oficializada por um total de 250.000 pesos por 50% de seu passe.
Sua estreia oficial no Club Olimpo ocorreu em 4 de agosto de 2013 contra o San Lorenzo, a partida terminou em 2 a 1 a favor do San Lorenzo. Em 21 de setembro de 2013 ele marcou seu primeiro gol contra o Belgrano de Córdoba em um empate por 1 a 1.

### Estudiantes
Em 30 de julho de 2014, o Estudiantes de La Plata adquiriu 50% de seu passe por 1.500.000 de dólares.
No Estádio Ciudad de La Plata, em 6 de setembro de 2014 marcou um gol contra o Belgrano de Córdoba aos 43 minutos do segundo tempo. Este seria seu primeiro gol com a camisa do Estudiantes de La Plata.[carece de fontes?] Em 9 de novembro, após uma chegada no canto, daria a ele uma vitória por 1 a 0 sobre o Rosario Central. Em 1 de março de 2015, faria um gol no clássico contra o Gimnasia de La Plata na derrota por 3 a 1, No dia 23 de agosto, ele faria um golaço de fora da área, na vitória por 2 a 1 sobre o River Plate. No dia 4 de dezembro, ele faria seu último gol com a camisa do Estudiantes na vitória por 4 a 0, contra seu ex-time, o Club Olimpo.
No final de 2015, com suas boas atuações, havia rumores de que poderia emigrar para o futebol mexicano, pretendia-se tanto do Pumas UNAM como do Atlas.

### San Lorenzo
Após rumores de emigrar para o futebol mexicano, em 21 de janeiro de 2016, o San Lorenzo levaria 80% de seu passe por US$ 3.100.000, assinando um contrato de 4 anos. Em 29 de janeiro, tornou-se oficial sua chegada ao clube, já que depois de um conflito que começou devido à intervenção da AFIP, que determinou que o San Lorenzo teve que pagar ao Estudiantes de La Plata pela transferência, as outras partes envolvidas (Olimpo e um grupo empresarial), Eles não concordaram com impostos, forma e condições de pagamento.
Em 6 de fevereiro de 2016, ele fez sua estreia oficial no San Lorenzo em um empate de 2 a 2 contra o Patronato. Quatro dias depois, ele enfrentou o Boca Juniors pela Supercopa Argentina, na qual o San Lorenzo venceria o Boca por 4 a 0 com um desempenho aceitável de Cerutti e de toda a equipe, dando-lhe assim seu primeiro título com o clube.
No dia 3 de abril, ele faria seu primeiro gol com o San Lorenzo na vitória por 3 a 2 sobre o Belgrano de Córdoba.[carece de fontes?]

### Al-Hilal
Depois de passar pelo San Lorenzo, em 31 de janeiro de 2018, foi transfeido ao Al-Hilal por um empréstimo em troca de US$ 4.500.000 por 70% do passe.

### Independiente
Depois de uma curta passagem pelo Al-Hilal na Arábia Saudita, em 2018, chegou ao Independiente também por um empréstimo de um ano com uma taxa de US$ 500.000 e uma opção de compra de um ano por US$ 4.500.000.

### Coritiba
Em 17 de setembro de 2020, o Coritiba confirmou a contratação por empréstimo de Ezequiel Cerutti por um empréstimo até o fim de julho de 2021. Sua estreia aconteceu em 24 de outubro, quando o Coritiba foi derrotado pelo Ceará fora de casa por 2 a 1, entrando como substituto no segundo tempo para Robson.

## Títulos
Sarmiento
- Primera B Metropolitana: 2011–12[carece de fontes?]

San Lorenzo
- Supercopa Argentina: 2015[carece de fontes?]

Al-Hilal
- Campeonato Saudita: 2017–18[carece de fontes?]

Independiente
- Copa Suruga Bank: 2018[carece de fontes?]